# 瑞浪市総合文化センター

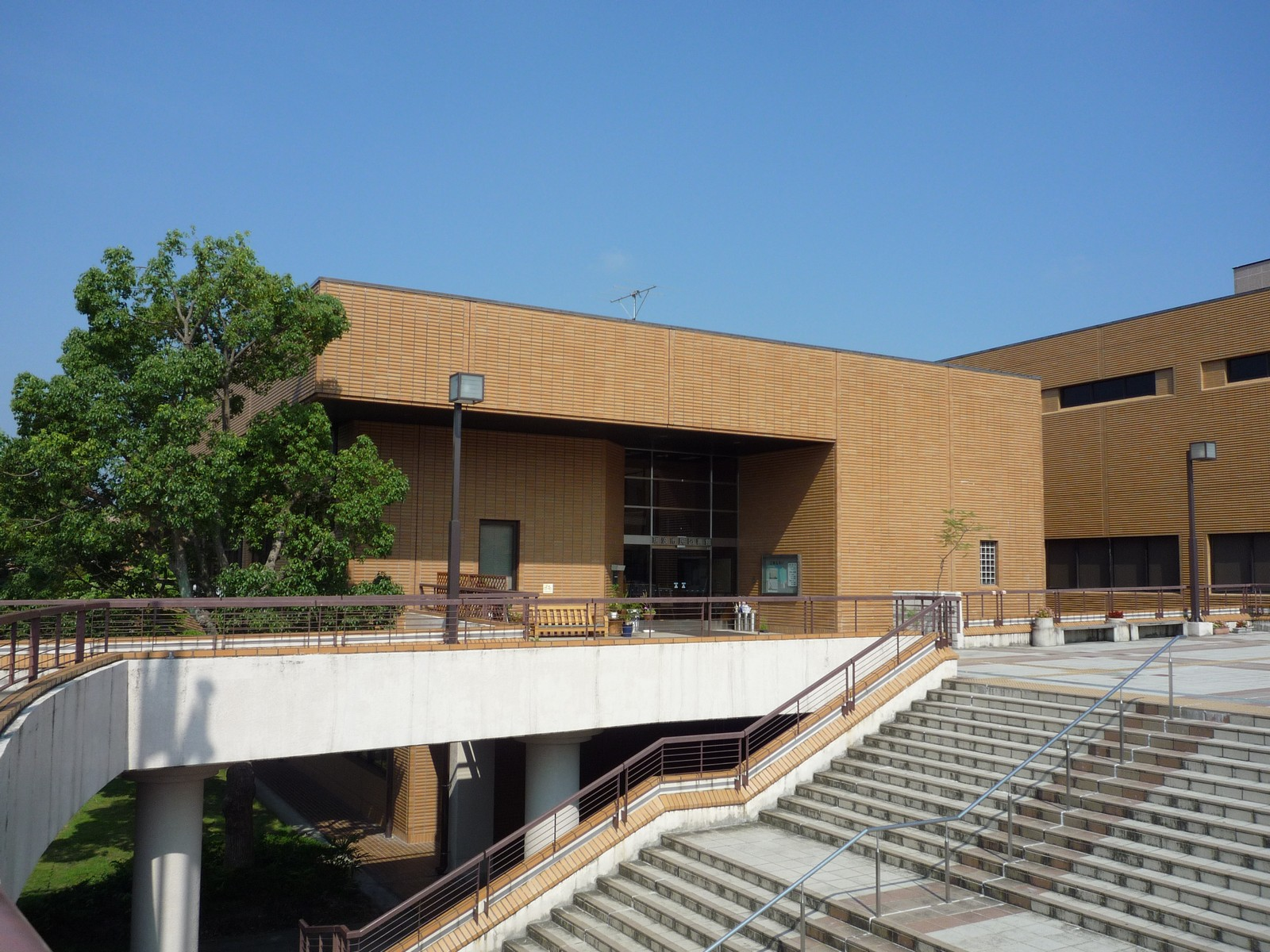
瑞浪市民図書館

瑞浪市総合文化センター（みずなみしそうごうぶんかセンター）は、岐阜県瑞浪市にある複合文化施設。

## 概要
瑞浪市中央公民館と瑞浪市民図書館で構成されている。1983年（昭和58年）に市民図書館、1984年（昭和59年）に中央公民館が完成し総合文化センターが誕生した。

## 施設

### 瑞浪市中央公民館
- 文化ホール：786人収容
- 講堂
- 展示室
- 研修室（1 - 2）
- 和室
- 視聴覚室
- 創作室
- リハーサル室
- 楽屋（1 - 4）

### 瑞浪市民図書館
瑞浪市民図書館を参照。

### 開館時間
中央公民館
- 9：00から21：00

図書館
- 火曜日から土曜日は10：00から19：00
- 日曜日・祝日は10：00から17：00

### 休館日
中央公民館
- 月曜日（祝日の場合は火曜日と水曜日）
- 祝日の翌日（日曜日の場合は火曜日）
- 年末年始（12月28日から1月4日）

図書館
- 月曜日（祝日の場合は翌日）
- 月末日（土日祝の場合は前日）
- 年末年始

### 所在地
- 岐阜県瑞浪市土岐町7267-4

## 交通機関
- JR中央本線 瑞浪駅から徒歩で約10分。
- 瑞浪市コミュニティバス「東濃厚生病院前」バス停下車。
- 東鉄バス：瑞浪=土岐線、明智線「竜門通り」バス停下車。

## 周辺
- 東濃厚生病院
- 瑞浪市役所
- 土岐川